# Once Upon a Halloween
Once Upon a Halloween (Érase una vez... Halloween en español) es una película directa a vídeo de 2005, protagonizada por la Reina Malvada (de Snow White and the Seven Dwarfs) y los Villanos de Disney. Además de la trama principal con la Reina, en la película se muestran principalmente secuencias de las películas animadas de Disney, además de cortos y canciones.

## Sinopsis
En la noche antes de Halloween, la Reina Malvada (de Snow White and the Seven Dwarfs) planea conquistar Halloween. Ella pide a su caldero, el cual perteció a las Brujas de Morva (de The Black Cauldron), que le muestre varios villanos para encontrar alguno que le ayude en su plan, como Peg-Leg Pete (en su papel de Tiny Tom en Officer Duck), Úrsula (de La sirenita), el Capitán Garfio (de Peter Pan), Yzma (de The Emperor's New Groove), el Profesor Rátigan (de The Great Mouse Detective), Alameda Slim (de Home on the Range), y el Juez Claude Frollo (de El jorobado de Notre Dame). El caldero también le muestra la historia del Rey del Mal (de The Black Cauldron), y su fatídico final tras intentar usar también un caldero para sus planes. Al final, la Reina decide no invocar a un solo villano, sino a todos ellos, tras lo cual el caldero le muestra que todos los villanos terminaron fracasando, haciendo a la Reina desaparecer como a ellos, y fracasando su plan de conquistar Halloween.

## Reparto
- Susanne Blakeslee como La Reina Malvada
- Corey Burton como Caldero
- Pat Carroll como Intérprete de "Sidekicks and Henchmen"